# Verwaltungsgemeinschaft Hanstein-Rusteberg
De Verwaltungsgemeinschaft Hanstein-Rusteberg is een gemeentelijk samenwerkingsverband van 14 gemeenten in de Landkreis Eichsfeld in de Duitse deelstaat Thüringen. Het bestuurscentrum bevindt zich in Hohengandern.

## Deelnemende gemeenten
De volgende gemeenten maken deel uit van de Verwaltungsgemeinschaft:
1. Arenshausen
2. Bornhagen
3. Burgwalde
4. Freienhagen
5. Fretterode
6. Gerbershausen
7. Hohengandern
8. Kirchgandern
9. Lindewerra
10. Marth
11. Rohrberg
12. Rustenfelde
13. Schachtebich
14. Wahlhausen